# Alpen-Löffelkraut
Das Alpen-Löffelkraut (Cochlearia excelsa) ist eine nur in den österreichischen Zentralalpen vorkommende Pflanzenart aus der Familie der Kreuzblütengewächse (Brassicaceae).

## Merkmale
Das Alpen-Löffelkraut ist ein zweijähriger bis ausdauernder Hemikryptophyt. Nach Staudinger ist es eine hapaxanthe, immergrüne Halbrosettenstaude. Es wird 5 bis 10 cm hoch, die blühende Pflanze selten bis 17 cm. Das Rhizom ist 4 bis 8, selten 10 cm lang, die Seitenwurzeln stehen nicht auffallend dicht. Die Grundblätter sind nierenförmig, 0,5 bis 1,4 cm lang und 0,5 bis 1,9 cm breit. Der Blattgrund ist häufig stark herzförmig.
Die gelblich-weißen Blüten stehen in Trauben. Die Fruchtstiele sind ein- bis zweimal so lang wie die Frucht und stehen in einem Winkel von 40 bis 60° von der Fruchtstandsachse ab. Die Früchte sind breit-ellipsoidisch bis verkehrteiförmig, die größten Früchte sind 3 bis 5 (selten 6,4) mm lang. Die Samen sind 1,3 bis 1,7 mm lang. Blütezeit ist Juli und August.
Die Chromosomenzahl ist 2n = 2x = 12, die Art ist diploid.

## Verbreitung und Standorte
Die Art ist ein Endemit der österreichischen Zentralalpen. Es gibt nur drei Fundgebiete: in den Gurktaler Alpen an den Nordhängen von Eisenhut und Wintertaler Nock auf beiden Seiten der kärntner-steirischen Grenze sowie 80 km von diesen entfernt in den Seckauer Alpen mit mehreren Populationen, eine große davon auf der Zinkenschütt.
Die Standorte liegen in der alpinen Höhenstufe zwischen 2000 und 2360 Meter über Adria. Die Pflanzen wachsen an quelligen und nassen Stellen, vor allem in überrieselten, moosigen Fels- und Gesteinsfluren. Die Art ist kalkmeidend und kommt nur über Schiefer und Gneis vor.

## Gefährdung und Schutz
Das Alpen-Löffelkraut wird aufgrund der wenigen bekannten Populationen und des kleinen Areals als potentiell gefährdet eingestuft. Die Standorte in der alpinen Stufe sind schwer zugänglich und daher vor menschlichem Einfluss relativ sicher. Eine Bedrohung für die Art geht jedoch von den Auswirkungen der Klimaerwärmung aus.

## Systematik
Die Pflanze ist ein diploider Vertreter der Sippengruppe um Cochlearia pyrenaica. Die Artaufsplittung in mehrere, teils polyploide Arten erfolgte während der letzten Eiszeiten. Cochlearia excelsa ist ein Reliktendemit, der die Eiszeit in den nicht vergletscherten Gurktaler Alpen nahe seinen heutigen Standorten überdauert haben dürfte. Mit der ökologisch sehr ähnlichen Art Cochlearia tatrae in der Hohen Tatra ist sie nicht näher verwandt. Ihre nächsten Verwandten dürften das diploide Pyrenäen-Löffelkraut (Cochlearia pyrenaica) und das diploide Dickwurzel-Löffelkraut (Cochlearia macrorrhiza) sein.

## Belege
- Manfred A. Fischer, Karl Oswald, Wolfgang Adler: Exkursionsflora für Österreich, Liechtenstein und Südtirol. 3., verbesserte Auflage. Land Oberösterreich, Biologiezentrum der Oberösterreichischen Landesmuseen, Linz 2008, ISBN 978-3-85474-187-9.
- M. Staudinger: Cochlearia excelsa. In: Wolfgang Rabitsch, Franz Essl: Endemiten – Kostbarkeiten in Österreichs Pflanzen- und Tierwelt. Naturwissenschaftlicher Verein für Kärnten und Umweltbundesamt GmbH, Klagenfurt und Wien 2009. ISBN 978-3-85328-049-2, S. 109f.